# Martigny
Martigny, tudi Octodure (nemško Martinach), je mesto in središče istoimenskega francosko govorečega okraja v jugozahodnem švicarskem kantonu Valais.

## Geografija
Mesto se nahaja ob reki Roni in njenem levem pritoku Dranse, na križišču poti med Francijo, Italijo in Švico; preko prelaza Veliki Sveti Bernard je povezan z južno ležečo  Dolino Aoste, preko prelaza Col de la Forclaz pa z zahodnim Chamonixom. V bližini se nahaja zimskošportno središče Verbier.
Sestavljajo ga Martigny-Ville (475 m.n.v.) na dnu doline, Martigny-Bourg (486 m.n.v.) na vhodu v dolino Val de Bagnes in La Bâtiaz na levem bregu reke Dranse nasproti Martigny-Ville. Martigny-Combe, ki prav tako leži na levem bregu reke Dranse, tvori samostojno občino.

## Uprava
Martigny je sedež istoimenskega okraja, v katerega so poleg njegove vključene še občine Bovernier, Charrat, Fully, Isérables, Leytron, Martigny-Combe, Riddes, Saillon, Saxon in Trient z 38. 388 prebivalci.

## Zgodovina
Ozemlje Martignyja je v starem veku naseljevalo galsko pleme Veragri s središčem v Octodurumu. Po rimski osvojitvi sredi 1. stoletja pred našim štetjem, po bitki pri Octodurumu leta 57 pr. n. št., v kateri so se plemena Veragrov in Sedunov zoperstavila rimski legiji, se je preimenovalo v Forum Claudii Valensium (Octodurensium). Sedanje ime ohranja spomin na svetega Martina iz Toursa.

## Zanimivosti
- rimski amfiteater iz 2. stoletja
- grad  s stolpom Bâtiaz,
- cerkev sv. Mihaela iz 14. stoletja,
- muzeji - ustanove Pierre Gianadda, Louis Moret, Tissières, André Guex-Joris, Plan-Cerisier,
- muzej bernardinca,
- vodni mlin Semblanet,
- Darrieusova vetrna turbina.

## Pobratena mesta
- Sursee (Luzern, Švica),
- Vaison-la-Romaine (Provansa-Alpe-Azurna obala, Francija).